# Эглон, Ян Мартынович
Ян Мартынович Эглон (Янис Эглонс; латыш. Jānis Eglons; 23 сентября 1888, Фридрихштадтский уезд, Курляндской губернии — 18 июля 1971, Москва) — русский советский скульптор-анималист и палеонтолог латышского происхождения, научный сотрудник Палеонтологического института РАН.

## Биография
Родился в 1888 году в одной из деревень в окрестностях Фридрихштадта (Екабпилса; тогда город входил в состав Курляндской губернии Российской империи, ныне — независимая Латвия) в семье латыша, столяра Мартина Эглонса. В 1892 году семья переехала в Царское Село, где Мартин Эглонс работал в Царскосельском дворце столяром-краснодеревщиком, занимался реставрацией мебели. К этой работе он со временем начал привлекать своего сына, Яна. 
В годы Гражданской войны Ян Эглон участвовал в боевых действиях в составе Красной армии. Начиная с 1920 года  учился на скульптурном факультете Академии Штиглица, затем (предположительно) на скульптурном факультете Академии Художеств, который окончил. Его дипломной работой была декоративная скульптура (на неизвестный сюжет). Первоначально занимался резьбой по дереву.
В палеонтологию пришёл одновременно с Иваном Ефремовым, с которым сотрудничал на протяжении многих лет.

Ко всем сотрудникам Ефремов обращался на «вы». Исключение составлял Ян Мартынович Эглон, ветеран ПИНа: «ты» подчёркивало высшую степень дружеской близости.— Ерёмина О. А., Смирнов Н. Н. Иван Ефремов (биография в серии ЖЗЛ). Глава «Первая Монгольская экспедиция».
Эглон занимался практической сборкой и монтажом обнаруженных скелетов ископаемых, созданием для них муляжей недостающих фрагментов (порой весьма многочисленных). Выполнял реалистичные скульптуры, изображающие ископаемых представителей фауны. Значительная часть экспонатов сегодняшнего Палеонтологического музея в Москве была создана/смонтрована Я. М. Эглоном или при его участии. Помимо Ефремова, Я. М. Эглон сотрудничал со многими другими палеонтолгами, ведущими специалистами института: академиками  А. А. Борисяком и Ю. А. Орловым, профессором П. К. Чудиновым. Также сотрудничал с Геологическим институтом РАН (ГИН).
Совместно с Ефремовым, Эглон участвовал во многих палеонтологических экспедициях, где его функции значительно расширялись: в числе прочего он занимался непосредственно раскопками. Эглон выведен в рассказе Ефремова «Тень минувшего» и в очерках «Дорога Ветров». Также Я. М. Эглон является одним из персонажей юмористического стихотворения «Копролит, написанного его коллегой, профессором А. П. Быстровым, и посвящённого работе палеонтологов. Согласно стихотворению, написанному в формате самоиронии и дружеского шаржа, такие мастера своего дела, как Я. М. Эглон и директор института, академик А. А. Борисяк, были способны восстановить полный скелет ископаемого слона по одному копролиту. 

Колоритной фигурой, несомненно, был Ян Мартынович Эглон. С ним я познакомился ещё в 1941 году, когда мы работали вместе в Центрально-Казахстанской экспедиции. Несмотря на свои 60 лет, он был полон неиссякаемой энергии, жизнерадостности и выносливости — качеств, очень важных для путешественника. В молодости он был резчиком по дереву, а затем получил образование скульптора. Придя в палеонтологию, Эглон со временем стал опытным экспедиционным раскопщиком и замечательным реставратором, влюбленным в свою профессию. Ещё в самом начале своей деятельности он быстро сдружился с Ефремовым, только что зачисленным тогда в штат Академии наук СССР (годом позже Эглона). Оба с веселым, прямым и энергичным характером рука об руку работали в препараторской и экспедициях много лет.— Рождественский А. К.. На поиски динозавров в Гоби.

## Память
В 2020 году, к юбилею Палеонтологического института РАН, Почтой России был выпущен конверт первого дня, на котором изображены профессор П. К. Чудинов и скульптор Ян Мартынович Эглон с черепом эстемменозуха (Estemmenosuchus uralensis Chudinov, 1960).